# Aryabhata II
Aryabhata II (c. 920 – c. 1000), numit astfel pentru a nu fi confundat cu Aryabhata I, a fost un matematician indian.
A studiat operațiile de înmulțire, împărțire cu rest, extragerea rădăcinii pătratice și cubice și a elaborat reguli referitoare la acestea, reguli care în Europa au pătruns abia în secolul al XII-lea.
De asemenea, a studiat ecuațiile liniare de forma {\displaystyle ax+b=c,\!} a expus problema curierilor, care a constituit o preocupare în întreaga literatură mondială a algebrei.
A dat primele forme de ecuații de gradul al II-lea sub forma completă: {\displaystyle tx^{2}+px=pq.\!}
Cunoștea diferite proprietăți ale progresiilor aritmetice.
Cea mai valoroasă scriere a sa este Maha-Siddhanta.
1. 1 2 3 4  MacTutor History of Mathematics archive